# Vocal abierta anterior no redondeada
<<a>>
La vocal abierta anterior no redondeada (escucharⓘ) es un sonido vocálico usado en algunas lenguas. El símbolo en el Alfabeto Fonético Internacional es «a», y el símbolo X-SAMPA correspondiente es «a».

## Características
- Es una vocal abierta, lo que significa que la lengua está situada tan lejos como es posible del paladar.

- Su localización es anterior, lo que significa que la lengua se sitúa tan adelante como sea posible en la boca sin crear una constricción que se pueda calificar como consonante.

- No está redondeada, lo que significa que no se hace sobresalir los labios para ejercer fricción en su pronunciación.

## Aparece en
Inglés, español, alemán, francés, neerlandés, rumano, japonés, húngaro, etc. En todas estas lenguas, está más cerca de la localización central, o incluso posterior. En igbo, lengua africana, aparece la vocal anterior.
| Idioma     | Idioma         | Palabra       | AFI       | Significado       | Notas |
| ---------- | -------------- | ------------- | --------- | ----------------- | --- |
| árabe      | Levantine      | بان           | [baːn]    | 'él/eso apareció' | Véase Fonología del árabe |
| bengalí    | bengalí        | পা/pa          | [pa]      | 'Pierna'          | Véase Fonología del bengalí |
| chino      | cantonés       | 沙/s'aa'1     | [saː˥]    | 'arena'           | Véase Fonología del cantonés |
| chino      | mandarín       | 他/t'ā'       | [tʰa˥]    | 'él'              | Véase Fonología del mandarín |
| inglés     | Norteamérica   | stock         | [stak]    | 'existencias'     | Véase desplazamiento vocálico de las ciudades del norte |
| inglés     | canadiense     | stack         | [stak]    | 'montón'          | Dependiendo de la región, la calidad puede variar de anterior a central o inclusive a posterior (por ejemplo en algunos acentos escoceses y de Úlster); la duración puede variar también (Por ejemplo, es más corto en el inglés escocés que en el canadiense; muchos hablantes pueden decir [æ] en su lugar. Para las vocales canadienses, Véase desplazamiento vocálico canadiense y Fonología del inglés |
| inglés     | Inglés norteño | stack         | [stak]    | 'montón'          | Dependiendo de la región, la calidad puede variar de anterior a central o inclusive a posterior (por ejemplo en algunos acentos escoceses y de Úlster); la duración puede variar también (Por ejemplo, es más corto en el inglés escocés que en el canadiense; muchos hablantes pueden decir [æ] en su lugar. Para las vocales canadienses, Véase desplazamiento vocálico canadiense y Fonología del inglés |
| inglés     | Irlandés       | stack         | [stak]    | 'montón'          | Dependiendo de la región, la calidad puede variar de anterior a central o inclusive a posterior (por ejemplo en algunos acentos escoceses y de Úlster); la duración puede variar también (Por ejemplo, es más corto en el inglés escocés que en el canadiense; muchos hablantes pueden decir [æ] en su lugar. Para las vocales canadienses, Véase desplazamiento vocálico canadiense y Fonología del inglés |
| inglés     | Jamaicano      | stack         | [stak]    | 'montón'          | Dependiendo de la región, la calidad puede variar de anterior a central o inclusive a posterior (por ejemplo en algunos acentos escoceses y de Úlster); la duración puede variar también (Por ejemplo, es más corto en el inglés escocés que en el canadiense; muchos hablantes pueden decir [æ] en su lugar. Para las vocales canadienses, Véase desplazamiento vocálico canadiense y Fonología del inglés |
| inglés     | escocés        | stack         | [stak]    | 'montón'          | Dependiendo de la región, la calidad puede variar de anterior a central o inclusive a posterior (por ejemplo en algunos acentos escoceses y de Úlster); la duración puede variar también (Por ejemplo, es más corto en el inglés escocés que en el canadiense; muchos hablantes pueden decir [æ] en su lugar. Para las vocales canadienses, Véase desplazamiento vocálico canadiense y Fonología del inglés |
| inglés     | galés          | stack         | [stak]    | 'montón'          | Dependiendo de la región, la calidad puede variar de anterior a central o inclusive a posterior (por ejemplo en algunos acentos escoceses y de Úlster); la duración puede variar también (Por ejemplo, es más corto en el inglés escocés que en el canadiense; muchos hablantes pueden decir [æ] en su lugar. Para las vocales canadienses, Véase desplazamiento vocálico canadiense y Fonología del inglés |
| alemán     | alemán         | R'a't         | [ˈʀaːt]   | 'consejo'         | Esta puede ser en realidad una vocal posterior en algunos dialectos. Véase Fonología del alemán |
| griego     | griego         | ακακία/akakía | [akaˈcia] | 'acacia'          | Véase Fonología del griego moderno |
| lituano    | lituano        | n'a'mas       | [ˈnaːmas] | 'casa'            | |
| malayo     | malayo         | 'a'pi         | [api]     | 'fuego'           | |
| ruso       | ruso           | там           | [tam]     | 'allí'            | Véase Fonología del ruso |
| vietnamita | vietnamita     | x'a'          | [saː]     | 'gasa'            | Véase Fonología vietnamita |
| galés      | galés          | m'a'm         | [mam]     | 'madre'           | Véase Fonología del galés |
| zapoteco   | Tilquiapan     | na            | [na]      | 'ahora'           | |